# Cyriakuskirche (Bönnigheim)
Die Cyriakuskirche in Bönnigheim, ursprünglich eine romanische Basilika, wurde um 1100 zum ersten Mal erwähnt und ist heute die evangelische Stadtkirche.

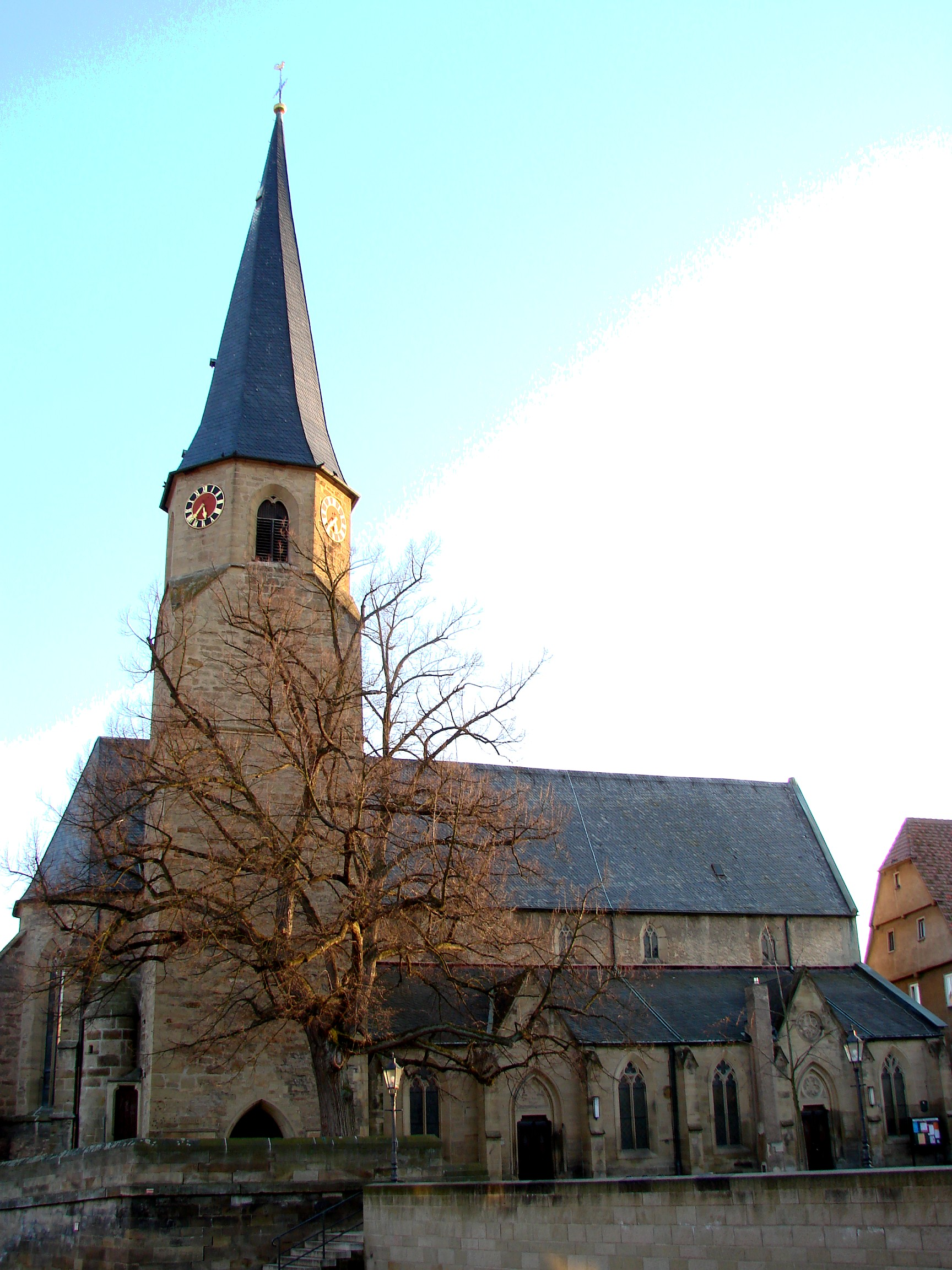
Cyriakuskirche in Bönnigheim

## Geschichte
Die Kirche befindet sich auf einer leichten Anhöhe im historischen Stadtkern von Bönnigheim. Die Kirche wurde erstmals um 1100 erwähnt. Der älteste erhaltene Teil des Gebäudes ist der Turm von 1280, der zur Zeit der Verleihung des Stadtrechts bzw. der Anlage der Stadtmauer entstand. Zur Zeit der Gotik wurden das Mittelschiff (1359) und der Chor (1400) umgebaut. Aus dieser Zeit stammen auch der Lettner (1440) und der Hochaltar (1490). Die Seitenschiffe wurden 1864 durch Theodor von Landauer im neugotischen Stil erneuert. Die neogotische Ausstattung wurde 1961 anlässlich einer Renovierung jedoch wieder größtenteils entfernt. Bei derselben Renovierung wurden auch an den Spitzbögen zu den Seitenschiffen renaissancezeitliche Banderolenmalereien freigelegt.
Zur Zeit der Aufteilung Bönnigheims in vier Ganerben-Anteile befand sich die Cyriakuskirche im Viertel der Herren von Gemmingen, wurde jedoch aufgrund des geschlossenen Burgfriedens von der gesamten Einwohnerschaft genutzt. In der Kirche sind zwei Grabplatten der Herren von Liebenstein, einem weiteren Bönnigheimer Ganerben-Geschlecht, erhalten. Die Kirche wurde 1525 mit Duldung des Erzbischofs von Mainz evangelisch.

## Ausstattung

### Altar

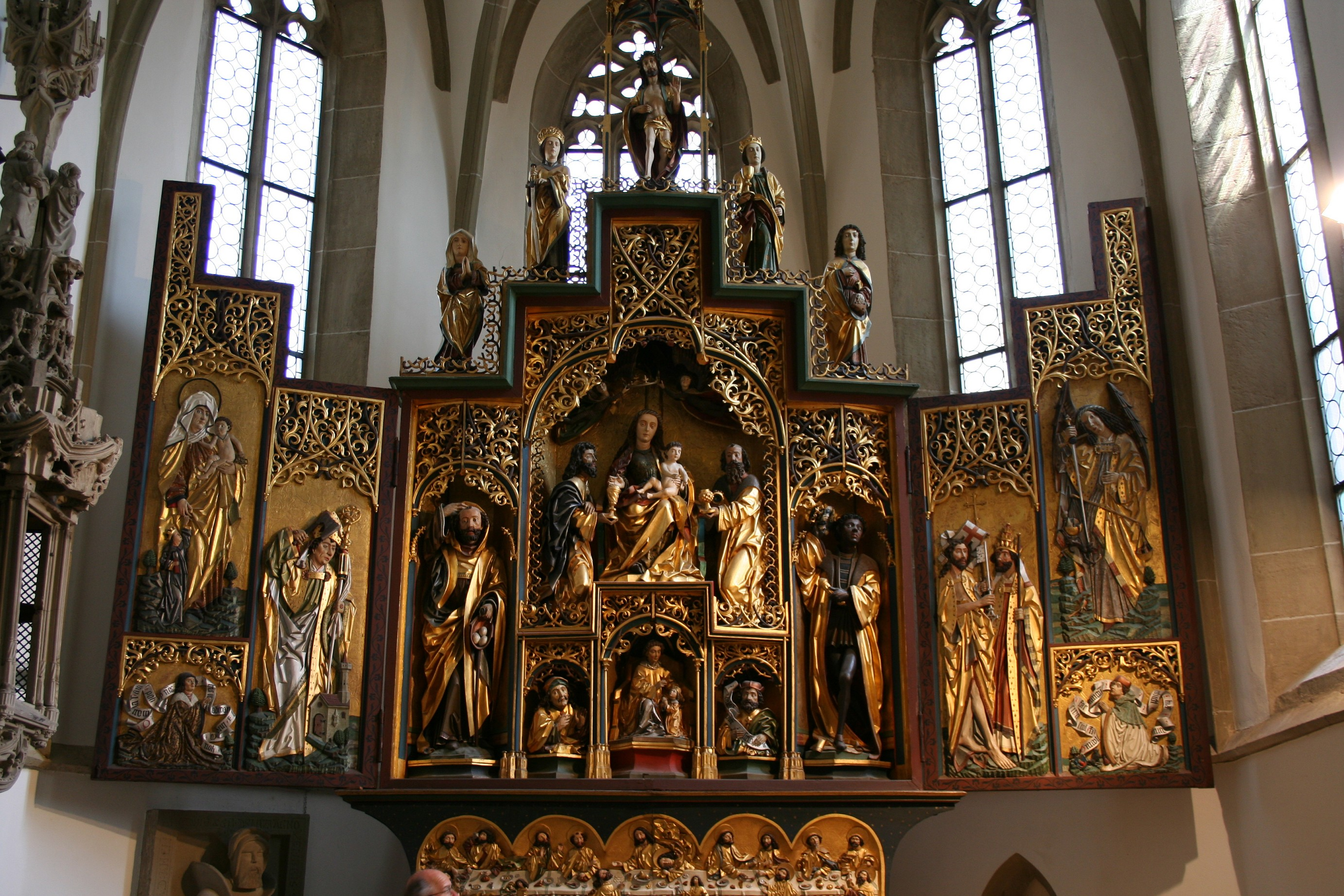
Flügelaltar

Der farbig gefasste Schnitzaltar aus der Zeit nach 1501 wird der oberrheinischen Schule um Niklaus von Hagenau zugeschrieben und wurde zuletzt im Jahr 2000 umfassend restauriert.
Der Mittelschrein des Schnitzaltars zeigt im Zentrum die Anbetung Mariens mit dem Jesuskind durch die zwei „weißen“ der Heiligen Drei Könige. Der dritte („schwarze“) König ist rechts neben der Mittelszene angeordnet, entsprechend dazu St. Joseph links. Die Anbetung thront auf drei Halbfiguren in Nischen. Die mittlere dieser Figuren stellt Kirchenpatron Cyriakus mit der vor ihm knienden Arthemia dar. Die Figuren rechts und links davon sind Propheten.
Im Gesprenge des Altars sind weitere fünf Figuren aufgestellt: unten Katharina und Barbara, darüber Maria und Johannes Evangelista, oben mittig Christus als Schmerzensmann.
Die Innenseite des linken Altarflügels zeigt Anna selbdritt, den hl. Wolfgang und einen knienden Stifter. Die rechte Innenseite zeigt Petrus, der von Jesus einen Schlüssel empfängt und den Erzengel Michael mit Schwert und Waage.
Die Außenseite des linken Altarflügels zeigt die Verkündigung des Gottessohns, darüber schwebt in einem halb angeschnittenen Fenster Gottvater. Die rechte Außenseite zeigt ein Gemälde, das den Tod der Gottesmutter darstellt, über dem sich wiederum in einem halb angeschnittenen Fenster der Gottvater zeigt.
Die Predella zeigt das letzte Abendmahl. Jesus und die Apostel sind bis auf Judas mit einem Nimbus dargestellt, die ebenfalls dargestellten Bediensteten haben im Vergleich zu den Hauptfiguren nur Zwergengröße. Die Mensa (Altartisch), auf der der Flügelaltar ruht, enthält an der Vorderseite einen spätgotischen Schlussstein vom Barfüßerkloster Frauenberg bei Bönnigheim.

### Lettner
Eine Besonderheit der Kirche ist der erhaltene Lettner aus der Zeit um 1440. Lettner wurden vielerorts im Zuge der Reformation aus gotischen Kirchen entfernt, da sie als Trennung zwischen dem Chor als Sakralraum des Klerus und dem Schiff für das gemeine Volk nicht mehr dem reformatorischen Anspruch des Einheitsraumes für die gesamte Gemeinde entsprachen. Neben der Stadtkirche in Esslingen und der Stiftskirche in Tübingen ist der Bönnigheimer Lettner der letzte in Württemberg. Die beiden anderen Kirchen haben ihre gotischen Hochaltäre verloren. Zum Mittelschiff hin ist der Bönnigheimer Lettner mit auf Konsolen aufgestellten Figuren Johannes des Täufers, der Verkündigungsmaria, Johannes des Evangelisten und eines Engels geschmückt. Nachträglich angebracht hat man außerdem eine Christusfigur aus der Zeit der Renaissance. Der Lettner weist zahlreiche Wappen der Ganerben sowie des Mainzer Erzbischofs auf.

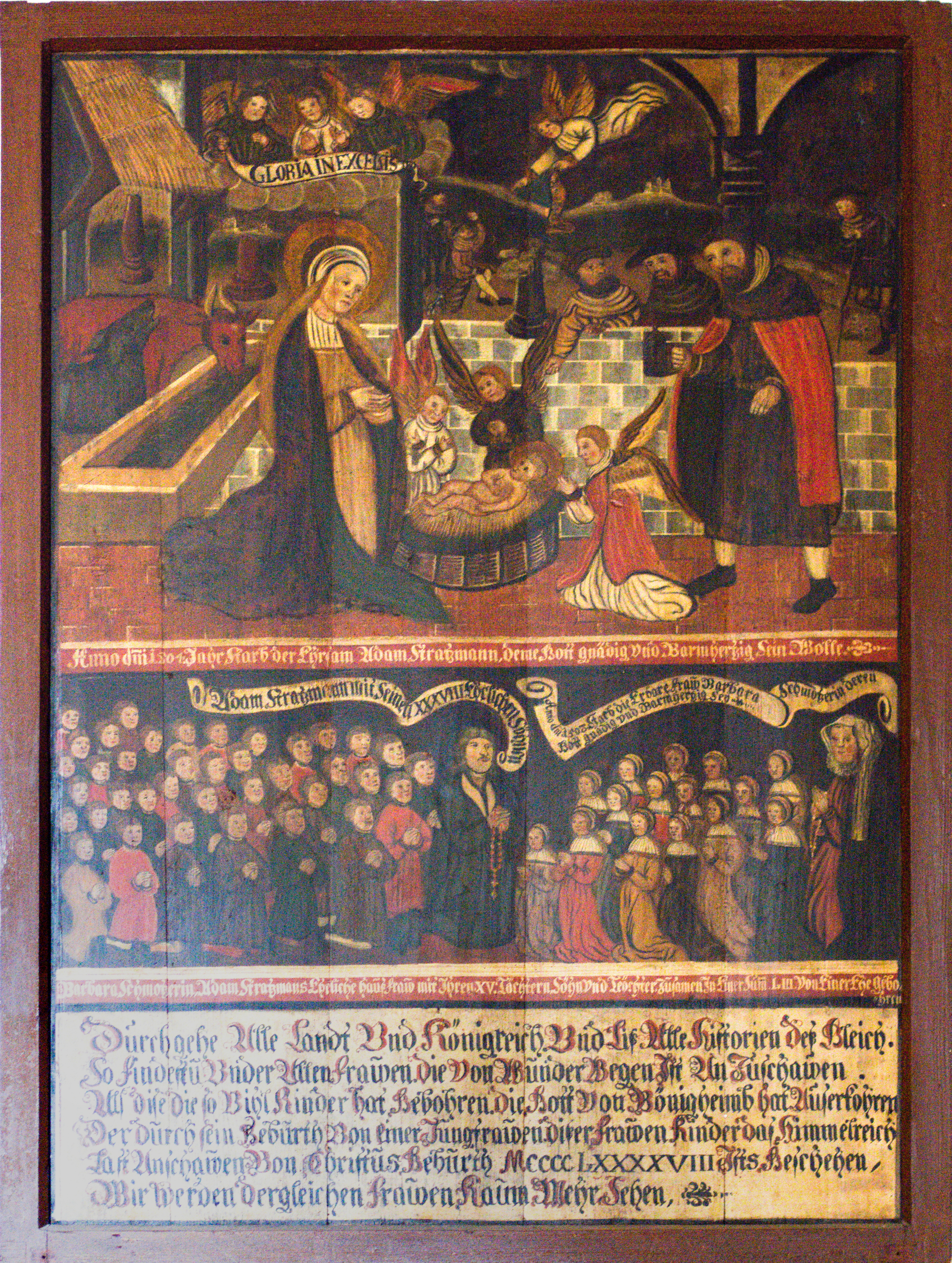
Darstellung der „Schmotzerin“ und ihrer Familie im mittleren Feld

### Gedenktafel für die „Schmotzerin“
Zwischen 1500 und 1525 entstand das spätgotische Gemälde, das unter der Geburt Jesu im Stall zu Bethlehem die „Schmotzerin“ und ihren Gatten mit ihren insgesamt 53 Kindern darstellt. Links vom Betrachter aus knien der Vater und die 38 Söhne, rechts die Mutter und die 15 Töchter. Spruchbänder nennen das Todesjahr von Adam Stratzmann und seiner Frau Barbara, der „Schmotzerin“, und ein Gedicht preist den Kinderreichtum der Frau, die „38 eheliche Söhne und 15 Töchter, in einer Summe von 53 in einer Ehe geboren“ habe. Weiter heißt es, dass in allen Landen und Königreichen wohl keine solche Frau mehr zu finden sein werde. Neben einfachen Geburten gab es auch Zwillinge, Drillinge und sogar einmal Sechslinge
und einmal Siebenlinge. 19 Kinder kamen tot zur Welt, keines der Kinder wurde älter als acht Jahre.

### Kleiner Ölberg
Der Kleine Ölberg ist eine farbig gefasste Reliefschnitzerei mit einer Höhe von 62 cm und einer Breite von 88 cm, die die Aussendung der Jünger darstellt. Der Gottessohn ist in der Mitte der Tafel als Schmerzensmann dargestellt und noch von vier knienden Jüngern umgeben. Die restlichen acht Jünger haben sich an den Tafelrändern schon mehr oder weniger auf den Weg gemacht: Am linken Rand der Tafel ist vorne ein trinkender Jünger zu sehen, dahinter ziehen drei Jünger von dannen. Am rechten Bildrand ist vorn ein Jünger dargestellt, der sich einen Schuh auszieht, dahinter abermals drei davonziehende Jünger.
Wegen der symmetrischen Darstellung eines zentralen Themas könnte es sich bei der Relieftafel um den Bestandteil eines kleinen Altars handeln. Die Tafel könnte von einem am Herrenberger Chorgestühl beteiligten Gesellen des Christoph von Urach um 1517 geschaffen worden sein.

### Glasmalerei
Vorne in den beiden Seitenschiffen wurden 1962 die beiden gotischen Maßwerk-Fenster durch Adolf Valentin Saile von der Stuttgarter Glaskunst-Werkstatt V. Saile mit Glasgemälden ausgestattet: links, dem Taufstein zugeordnet, mit Wasser- und Taufmotiven (Auffindung des Mose im Nil, Heilung und Taufe des Naeman im Jordan, Taufe Jesu, Samariterin am Jakobsbrunnen), rechts mit christologischen Motiven (Geburt Jesu, Verkündigung an die Hirten, Adam und Eva im Paradies, blühender Aaronstab).

### Orgel
Die erste Orgel in der Cyriakuskirche wurde um 1580 durch Wendel Reuschlin († 1607) erbaut und auf dem Lettner aufgestellt. Sie hatte acht Register und kein Pedal. Das frühbarocke Gehäuse ist noch erhalten und steht seit 1932 im Chor der Lauffener Regiswindiskirche. 1730 stellte Friedrich Philipp Christian Wiegleb (1693–1758) ein neues Instrument auf dem Lettner auf. Es hatte zehn Register auf einem Manual und Pedal. Im 19. Jahrhundert wurde dieses Instrument im Chor aufgestellt und verdeckte dort bis 1864 den Hochaltar. 1896 ging diese Orgel nach Weiler an der Zaber, wo sie – verändert und erweitert – noch erhalten ist.
Die dritte Orgel ist das Opus 206 der Orgelfirma Weigle aus Echterdingen. Sie wurde 1897 in der Kirche aufgestellt. Für damalige Verhältnisse und für eine solche Kirche war sie außergewöhnlich groß: Auf drei Manualen und Pedal konnten 37 Register zum Klingen gebracht werden. 1917 wurden Prospektpfeifen aus Zinn zu Kriegszwecken beschlagnahmt und später durch bronzierte Zinnpfeifen ersetzt. Eine Kirchenerneuerung im Jahr 1961 und der Einbau einer Heizung setzten der Orgel so zu, dass eine Reparatur nicht mehr sinnvoll erschien. Daher entschloss sich die Kirchengemeinde zu einem Neubau, der ins alte Gehäuse eingefügt werden sollte. 1967 wurde das Vorhaben von der Orgelfirma Kemper & Sohn aus Lübeck ausgeführt. Es entstand ein Instrument mit 49 Registern auf drei Manualen und Pedal. Neu war ein Rückpositiv, das an das vorhandene Gehäuse angepasst wurde. 2006 wurde dieses Instrument durch Orgelbaumeister Friedrich Tzschöckel gründlich instand gesetzt.

### Glocken

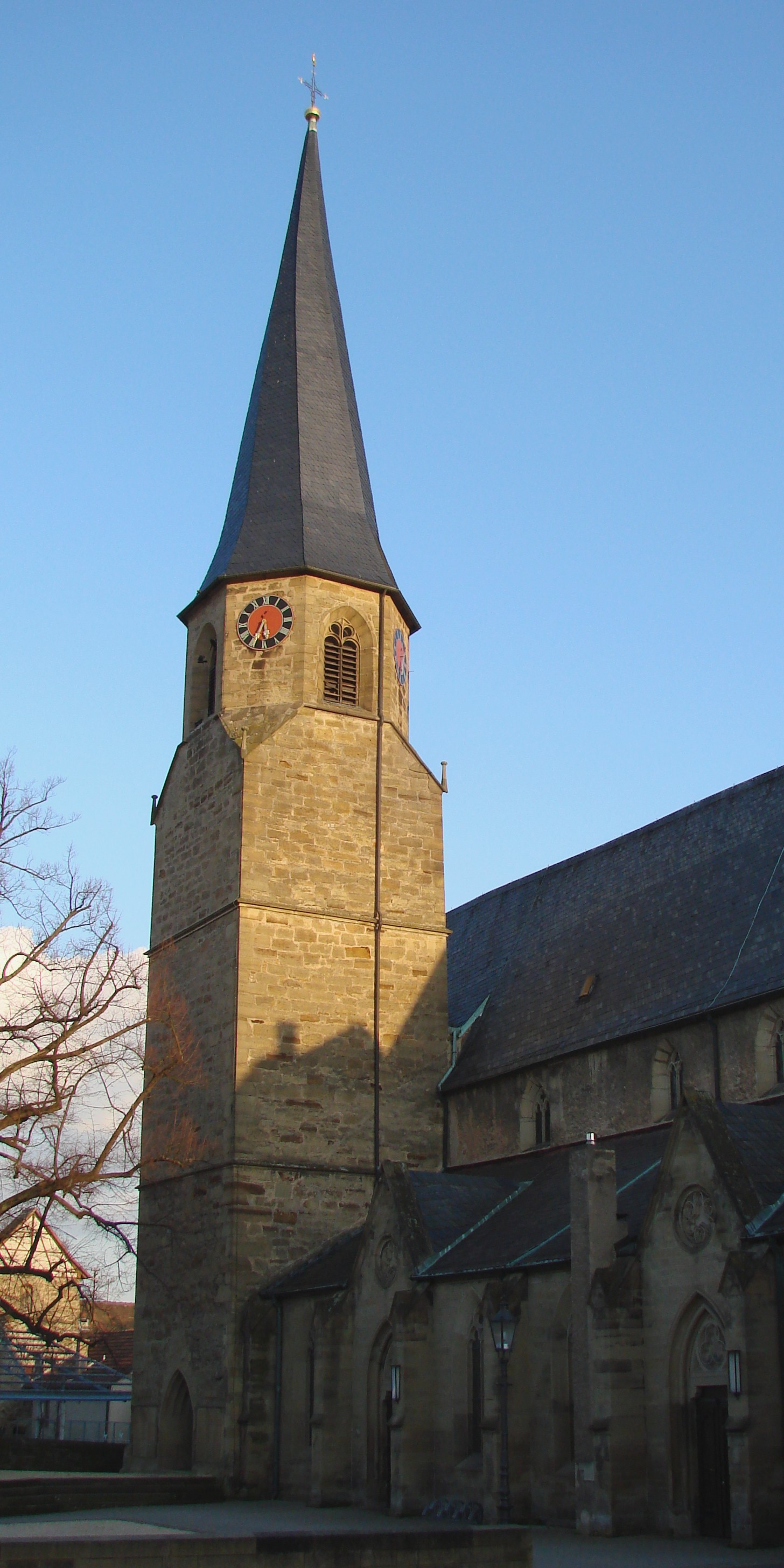
Turm der Cyriakuskirche

Mehrere hundert Jahre war der Turm der Cyriakuskirche mit zwei Glocken bestückt, deren größere aus dem Jahr 1359 stammt. Im Laufe der Jahrhunderte bekamen die Glocken Risse und Sprünge, so dass sie nicht mehr harmonisch klangen. Daher stiftete 1898 der Fabrikant Böhringer ein neues dreistimmiges Glockengeläut, das von der Gießerei Kurtz aus Stuttgart gegossen wurde. Die alte Glocke von 1359 übernahm die Stadt und hängte sie im Burgturm auf. Sowohl im Ersten als auch im Zweiten Weltkrieg wurden Glocken für die Rüstungsproduktion beschlagnahmt.
Im Jahr 1949 konnten dann vier neue Glocken der Glockengießerei Bachert aus Heilbronn im Kirchturm aufgehängt werden. Die Tabelle gibt eine Übersicht:
| Glocke | Name                | Gewicht  | Schlagton |
| ------ | ------------------- | -------- | --------- |
| 1      | Christus-Glocke     | 1400 kg0 | es′       |
| 2      | Gebets-Glocke       | 950 kg   | f′        |
| 3      | Heilig-Geist-Glocke | 650 kg   | g′        |
| 4      | Tauf-Glocke         | 400 kg   | b′        |